# Базарбаев, Адилет Нуржаубаевич
Базарбаев Әділет Нұржаубайұлы (родился 25 марта 1999 г.) —  казахский тхэквондист, член сборной Казахстана.
Участник и многократный победитель международных турниров по тхэквондо .Победитель чемпионата Казахстана по тхэквандо среди взрослых в Талдыкоргане.
Бронзовый призер чемпионата Азии 2022 года по тхэквандо.
Биография 
Родился 25 марта 1999 года  в городе Алматы. Окончил колледж «Республиканский колледж спорта» РКС в городе Алматы. Окончил университет «Казахская Академия Спорта и туризма» КазАСТ
Спортивные достижения
•Заслуженный мастер спорта РК по таэквондо. (2017)
1- место по международном турнире “Russian Open 2016” в Москве. 
3-место по международном турнире “Fujairah Open 2019” в Фуджейре.
2-место по международном турнире “Beirut Open 2021” в Бейруте.
2-место по международном турнире “Spanish Open 2022” в Ла-Нусие.
2-место по международном турнире “Austrian Open 2022” в Иннсбрук
Участник международного серии “Gran Prix 2022” в Париже.
3-место в чемпионате Азии 2022 года в Чхунчхон.
2-место по международном турнире “Serbia Open 2022” в Белграде.
2-место по международном туринире “Slovenia Open 2023” в Любляна.

## Внешние ссылки
1. Adilet Bazarbayev TaekwondoData.com
2. https://almaty.tv/ru/news/sport/1257-taekvondo-adilet-bazarbaev-zavoeval-serebro-na-turnire-v-ispanii/amp
3. https://prosports.kz/news/543608-taekvondist-adilet-bazarbaev-zavoeval-serebro-na-turnire-v-ispanii/
4. https://www.zakon.kz/amp/sport/6010922-taekvondist-adilet-bazarbaev-vyigral-serebro-na-turnire-v-ispanii.html
5. https://topticket.kz/adilet-bazarbaev-na-spanish-open-g2-zavoeval/
6. https://olympic.kz/ru/article/26465-kazakhstanskiy-taekvondist-zavoeval-serebro-turnira-v-ispanii